# پریمورسک، اوبلاست لنینگراد
شهر پریمورسک، اوبلاست لنینگراد (به روسی: Приморск) در کشور روسیه و در اوبلاست لنینگراد واقع شده‌است.